# Bennecourt
Bennecourt ist eine französische Gemeinde mit 1.792 Einwohnern (Stand: 1. Januar 2022) im Département Yvelines in der Region Île-de-France. Sie gehört zum Arrondissement Mantes-la-Jolie und zum Kanton Bonnières-sur-Seine. Die Einwohner nennen sich Bennecourtois.

## Geografie
Bennecourt liegt etwa 50 Kilometer westnordwestlich von Paris an der Seine. Bennecourt wird umgeben von den Nachbargemeinden Limetz-Villez im Norden, Gommecourt im Norden und Nordosten, Freneuse im Osten, Bonnières-sur-Seine im Süden sowie Notre-Dame-de-la-Mer (mit Jeufosse und Port-Villez) im Westen. 

## Bevölkerungsentwicklung
| 1962                       | 1968 | 1975 | 1982 | 1990 | 1999 | 2006 | 2012 | 2021 |
| -------------------------- | ---- | ---- | ---- | ---- | ---- | ---- | ---- | ---- |
| 809                        | 858  | 1123 | 1179 | 1572 | 1784 | 1763 | 1813 | 1837 |
| Quellen: Cassini und INSEE |      |      |      |      |      |      |      |      |

## Sehenswürdigkeiten
- Kirche Saint-Ouen, Kirche aus dem 16. Jahrhundert, seit 1932 Monument historique
- Reste eines gallorömischen Heiligtums
- protestantische Kirche aus dem 1964

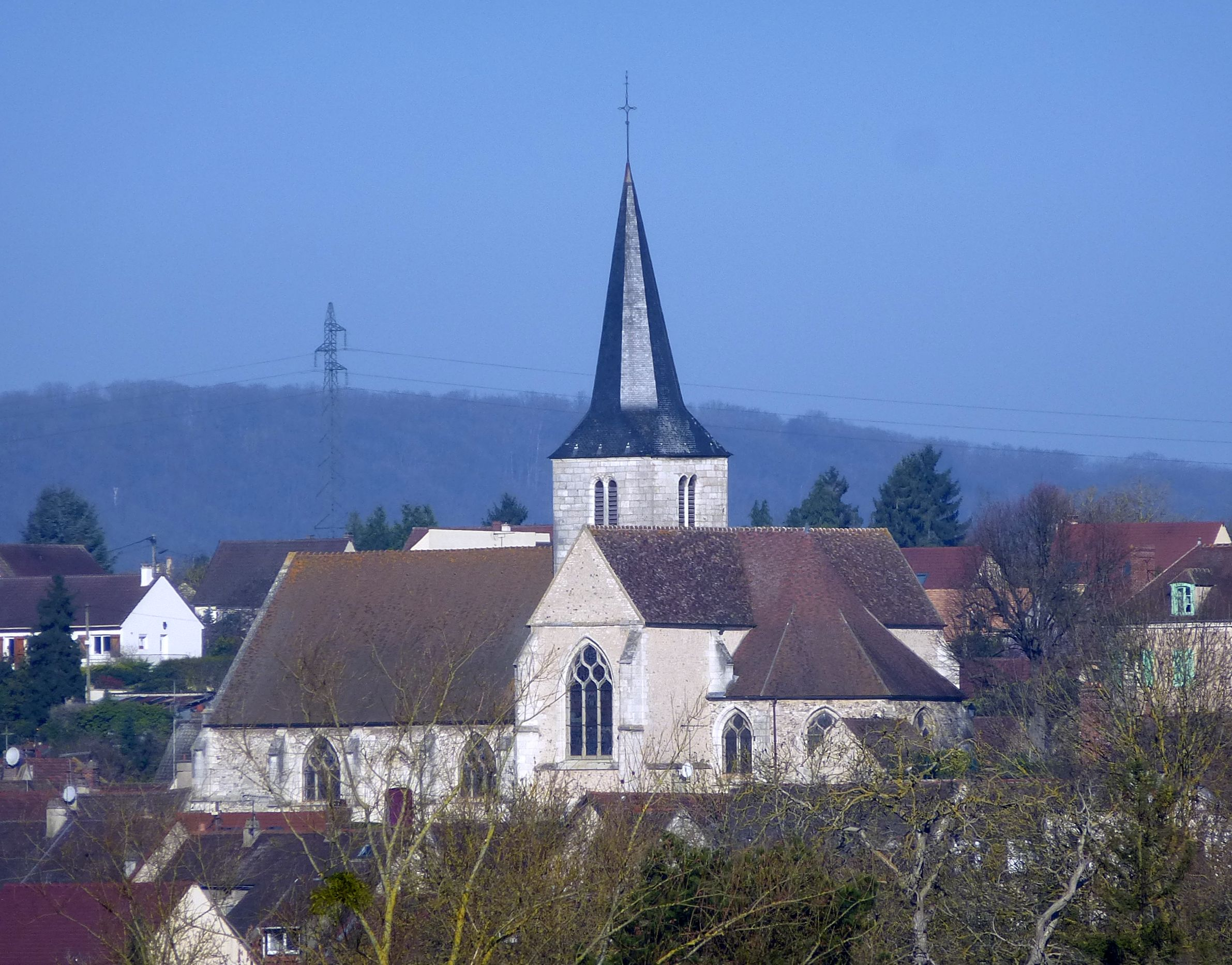
Kirche Saint-Ouen

## Persönlichkeiten
- Émile Zola (1840–1902), Schriftsteller, lebte Ende des 19. Jahrhunderts hier

## Gemeindepartnerschaften
Mit der britischen Gemeinde Coldstream in Berwickshire (Schottland) besteht seit 1990 eine Partnerschaft.